# Le Médecin de campagne
Pour les articles homonymes, voir Le Médecin de campagne (homonymie).
Le Médecin de campagne est un roman d'Honoré de Balzac paru en 1833. Il fait partie des Scènes de la vie de campagne de La Comédie humaine.

## Résumé
En 1829, le commandant Genestas arrive dans un village du Dauphiné proche de la Grande Chartreuse où il rencontre le docteur Benassis, qui, en dix ans, a transformé un bourg misérable et arriéré en petite ville prospère. Les deux hommes ont chacun un secret qui ne sera livré qu'à la fin du récit.
Genestas s'installe chez le docteur Benassis, pour dix francs par jour, sous le prétexte de faire soigner d'anciennes blessures militaires. Les deux hommes se lient d'amitié et le commandant accompagne le médecin dans sa tournée de visites. Il découvre alors comment Benassis, devenu maire du village, y a apporté la prospérité en appliquant des théories novatrices. Par de grands travaux hydrauliques, il a transformé une terre aride en terre cultivable où l'on a pu planter blé et arbres fruitiers. Il a aussi fait démolir des habitations insalubres pour en construire de nouvelles, mieux éclairées. Il a créé une petite industrie de vannerie et de scierie, fait construire une voie qui relie le village à la route de Grenoble. Un boulanger, un maréchal-ferrant et beaucoup d'artisans sont venus se joindre à la population, qui, cinq ans plus tard, connaît une forme de « luxe », avec l'installation de commerces (tannerie, boucherie), ainsi que de structures municipales : mairie, école. Finalement, les deux nouveaux amis se font le récit de leur vie : le commandant Genestas a un fils adoptif malade, Adrien, qu'il veut confier au docteur Benassis. Le médecin accepte et réussit à guérir l'enfant.
De son côté, Benassis confie son secret au commandant : l'énorme tâche qu'il a accomplie pour le village était une manière d'expiation, pour lui qui refuse le suicide ou le monastère. Après la mort d'une jeune fille qu'il a séduite dans sa jeunesse, et celle du fils qu'il a eu d'elle, il a décidé de mettre sa vie au service des autres.

## Thèmes
Dans cette Scène de la vie de campagne, Balzac touche à plusieurs thèmes. Sur un mode mineur, il évoque les amours malheureuses de ses deux personnages principaux, le docteur Benassis et Genestas. Mais, chez eux, ces déceptions amoureuses ont eu pour effet de développer leur sens du dévouement, l'un au développement de toute une communauté, l'autre au soin de l'enfant qu'une femme qu'il aimait a eu d'un autre homme. Le thème de la souffrance d'un enfant revient à plusieurs reprises, comme une réalité intolérable : « Hé ! bien, s’il m’est impossible de voir un enfant sans penser à l’ange que j’ai perdu, jugez de mes douleurs en couchant un enfant condamné à mourir ? Je ne sais pas voir froidement un enfant. »

### Les batailles napoléoniennes
La figure déjà légendaire de Napoléon revient à plusieurs reprises dans le roman. Au chapitre II, Benassis présente au capitaine Genestas un homme appelé Gondrin qui fut un des pontonniers de la Bérézina, réussissant à établir sur les eaux glacées de cette rivière le pont qui permit le passage de la Grande Armée au retour de la désastreuse campagne de Russie.
Le troisième chapitre, qui s'intitule « Le Napoléon du peuple », présente le récit de l'épopée napoléonienne, fait à la veillée, dans une grange, par un ex-fantassin de Napoléon, Goguelat. Balzac effleure ici un projet dont il avait tracé le plan et commencé la rédaction sous le titre : Les Batailles napoléoniennes. L'ouvrage comme tel ne verra jamais le jour, mais les récits de ces batailles, les références aux généraux, maréchaux, grognards et fantassins seront dispersés dans toute La Comédie humaine, à tel point que Napoléon y est le personnage le plus souvent cité, tantôt en rapport avec les personnages fictifs du romancier, tantôt dans l'histoire réelle. Ce texte a été publié une première fois en juin 1833 dans L’Europe littéraire, avant d'être intégré dans Le Médecin de campagne, publié en septembre de la même année. Il sera repris en 1841 en un volume, sous le titre Histoire de l’Empereur racontée dans une grange par un vieux soldat et recueillie par M. de Balzac.
Balzac a voulu raconter cette grande aventure napoléonienne sur le mode oral et familier, qui contraste avec le style élevé caractéristique de l'épopée : « À travers le récit drolatique et plein d’une verve picaresque que fait un vieux grognard de la Grande Armée, lors d’une veillée campagnarde en Dauphiné, l’auteur distille une ironie mordante, sous les dehors d’une épopée burlesque au style enjoué. »
Napoléon apparaît encore vers la fin du livre, lorsque Genestas évoque le moment où des fidèles de l'Empereur envisageaient de se faire sauter avec un navire anglais pour permettre le départ de leur héros vers l'Amérique.

### Conceptions sociopolitiques
Le protagoniste a redonné vie et prospérité à un village situé près de Grenoble grâce à un vaste programme d'ingénierie sociale et d'organisation économique, en favorisant le développement du commerce et de l'industrie. Tout en étant un modèle de dévouement et d'abnégation au service de sa commune, le docteur énonce des points de vue très conservateurs sur le pouvoir politique et la religion. Conformément à l'opinion dominante de son époque, il est contre le suffrage universel  (« Le droit d’élection ne doit être exercé que par les hommes qui possèdent la fortune, le pouvoir ou l’intelligence »), lequel ne sera instauré qu'en 1848, et seulement pour les hommes.
Il fait l'apologie du système patriarcal : « Là, les mœurs sont patriarcales : l’autorité du père est illimitée, sa parole est souveraine ; il mange seul assis au haut bout de la table, sa femme et ses enfants le servent, ceux qui l’entourent ne lui parlent point sans employer certaines formules respectueuses, devant lui chacun se tient debout et découvert. Élevés ainsi, les hommes ont l’instinct de leur grandeur. »
La religion est présentée comme le ciment social par excellence : « Autrefois je considérais la religion catholique comme un amas de préjugés et de superstitions habilement exploités desquels une civilisation intelligente devait faire justice ; ici, j’en ai reconnu la nécessité politique et l’utilité morale ; ici, j’en ai compris la puissance par la valeur même du mot qui l’exprime. Religion veut dire LIEN, et certes le culte, ou autrement dit la religion exprimée, constitue la seule force qui puisse relier les Espèces sociales et leur donner une forme durable. »

Le message évangélique est aussi la force qui motive les nombreux exemples de dévouement qu'offre ce roman. Dès l'ouverture, en effet, le capitaine Genestas rencontre une femme qui s'occupe de quatre orphelins pour une somme dérisoire : 

« Les soldats, mieux que les autres hommes, savent apprécier ce qu’il y a de magnifique dans le sublime en sabots, dans l’Évangile en haillons. Ailleurs se trouve le Livre, le texte historié, brodé, découpé, couvert en moire, en tabis, en satin ; mais là certes était l’esprit du Livre. Il eût été impossible de ne pas croire à quelque religieuse intention du ciel, en voyant cette femme qui s’était faite mère comme Jésus-Christ s’est fait homme, qui glanait, souffrait, s’endettait pour des enfants abandonnés, et se trompait dans ses calculs, sans vouloir reconnaître qu’elle se ruinait à être mère. »

La critique est divisée sur le sens à donner aux positions de l'auteur. Balzac y affiche des positions tellement conservatrices que cet ouvrage a été qualifié de « propagande électorale ». On y a vu l'émanation d'une sorte de libéralisme tel qu'on l'entend au XXe siècle. La situation est toutefois complexe. En effet, Benassis condamne les classes oisives : « La vie des oisifs est la seule qui coûte cher, peut-être même est-ce un vol social que de consommer sans rien produire. » Il réserve une partie de son argent pour créer « un fonds de réserve qui doit permettre un jour à la Commune de payer plusieurs bourses à des enfants qui donneraient de l’espérance pour les arts ou pour les sciences ». Il en consacre une autre partie pour fonder un hospice pour les vieillards. Tout en reconnaissant l'existence des pauvres, et la nécessité de cette classe pour la prospérité d'un pays, il insiste sur la nécessité de la justice sociale : 

« Une seule iniquité se multiplie par le nombre de ceux qui se sentent frappés en elle. Ce levain fermente. Ce n’est rien encore. Il en résulte un plus grand mal. Ces injustices entretiennent chez le peuple une sourde haine envers les supériorités sociales. Le bourgeois devient et reste l’ennemi du pauvre, qui le met hors la loi, le trompe et le vole. Pour le pauvre, le vol n’est plus ni un délit, ni un crime, mais une vengeance. Si, quand il s’agit de rendre justice aux petits, un administrateur les maltraite et filoute leurs droits acquis, comment pouvons-nous exiger de malheureux sans pain résignation à leurs peines et respect aux propriétés ? »

Les opinions de Balzac ont évolué et cet ouvrage représente sans doute le moment où elles penchaient le plus vers le conservatisme. Il a rédigé Le Médecin de campagne entre octobre 1832 et juillet 1833, soit à une période de sa vie où il espérait se faire admettre dans les milieux aristocratiques. Au moment où il en commençait la rédaction, il était amoureux de la duchesse de Castries et était intéressé par une carrière politique, affichant des opinions monarchistes et catholiques dans le journal légitimiste Le Rénovateur. Ce virage conservateur lui avait valu une mise en garde de la part de son amie Zulma Carraud, une ardente républicaine : « Vous vous jetez dans la politique, m’a-t-on dit. Oh ! Prenez garde, prenez bien garde ! Mon amitié s’effraye […] ne salissez pas votre juste célébrité de pareille solidarité […]. Cher, bien cher, respectez-vous […]. »
En outre, au début de l'année 1833, il entame une correspondance amoureuse avec Évelyne Hanska, une admiratrice polonaise mariée à un noble résidant en Ukraine : signe de l'importance que cet événement a dans sa vie et de la bonne impression qu'il veut faire à celle qu'il nomme « l'étrangère », Balzac donne son prénom à la jeune fille dont le docteur Benassis est tombé éperdument amoureux.

## Personnages
Benassis et Genestas sont tous deux présentés comme des personnages remarquables en tout point. Comme le dira plus tard Balzac dans l'avant-propos à La Comédie humaine, « ne résolvent-ils pas le difficile problème littéraire qui consiste à rendre intéressant un personnage vertueux ? »
À leurs côtés se détache la figure de la Fosseuse, jeune fille de 22 ans à la sensibilité trop vive, « une plante dépaysée, mais une plante humaine, incessamment dévorée par des pensées tristes ou profondes qui se multiplient les unes par les autres ». Un critique de la fin du XIXe siècle l'a décrite comme une sorte de « petite sainte Thérèse du Dauphiné », atteinte d'une « troublante mélancolie » confinant à ce que les médecins de l'époque appelaient « l'hystérie ».
Le roman peint aussi d'autres femmes : la première épouse de Benassis, qui mourut abandonnée, ainsi que la femme dont il devint réellement amoureux, Évelina, mais avec qui le mariage est impossible en raison de ses écarts de conduite passés. Il en reçoit sur la fin de sa vie une lettre lui annonçant probablement le veuvage. Balzac peint aussi Judith, jeune Juive polonaise de 17 ans, dont le capitaine Genestas tombe éperdument amoureux, mais qui épouse à la place son camarade de régiment, qui meurt peu après : elle en a un enfant, Adrien, qu'elle confie au capitaine avant de mourir.
Le jeune Adrien, retiré du collège parce qu'on le croyait « poitrinaire » et atteint d'une maladie mortelle, correspond à un épisode de la propre vie de Balzac. Son éducation évoque les préceptes de Jean-Jacques Rousseau dans L'Émile : « Ainsi, pour lui apprendre l’anglais, l’allemand, l’italien et l’espagnol, je mis successivement autour de lui des gens de ces divers pays, chargés de lui faire contracter, dès son enfance, la prononciation de leur langue. »
Butifer, le contrebandier, représente la classe des hommes sauvagement épris de leur indépendance et réfractaires aux normes sociales, tout comme l'est Vautrin dans d'autres récits. Il accepte toutefois la tutelle de Benassis et réussira à rendre la santé au jeune Adrien en l'entraînant dans ses courses en montagne. Il sera finalement incorporé dans l'armée par Genestas.
Vigneau, le fabricant de tuiles, incarne la réussite en affaires, tout comme Taboureau, l'usurier, avec lequel Benassis n'est toutefois pas des plus amicaux. Au cours d'un dîner offert par Benassis, d'autres personnages entrent en scène : Dufau, le juge de paix ; Tonnelet, le notaire ; M. Gravier, l'adjoint au maire ; M. Cambon, le marchand de bois et M. Janvier, le curé de la paroisse.
Aucun des personnages de ce roman ne réapparaîtra dans La Comédie humaine.

## Historique de l'édition
Dans l’édition initiale, le roman était divisé en 36 chapitres. En avançant dans l’écriture de son grand œuvre, Balzac réduit la fragmentation en chapitres. Dans l’édition définitive publiée en 1845, le roman ne compte plus que cinq chapitres.